# Maison située 13 rue Momčila Popovića à Aleksinac
La maison située 13 rue Momčila Popovića à Aleksinac (en serbe cyrillique : Грађанска кућа у Ул. Момчила Поповића 13 у Алексинцу ; en serbe latin : Građanska kuća u Ul. Momčila Popovića 13 u Aleksincu) se trouve à Aleksinac et dans le district de Nišava, en Serbie. Elle est inscrite sur la liste des monuments culturels protégés de la République de Serbie (identifiant no SK 852),,.

## Présentation
La maison a été construite en 1911.